# Cristian Toro
Cristian Isaac Toro Carballo (La Asunción, 29 aprile 1992) è un canoista spagnolo, vincitore della medaglia d'oro nel K2 200m ai Giochi olimpici di Rio 2016, in coppia con Saúl Craviotto.

## Palmarès
- Olimpiadi

Rio de Janeiro 2016: oro nel K2 200m.
- Mondiali

Račice 2017: argento nel K2 200m e nel K4 500m.
Montemor-o-Velho 2018: argento nel K2 200m e nel K4 500m.
- Campionati europei di canoa/kayak sprint

Belgrado 2018: oro nel K2 200m e nel K4 500m.